# B.M.V.-Schule Essen

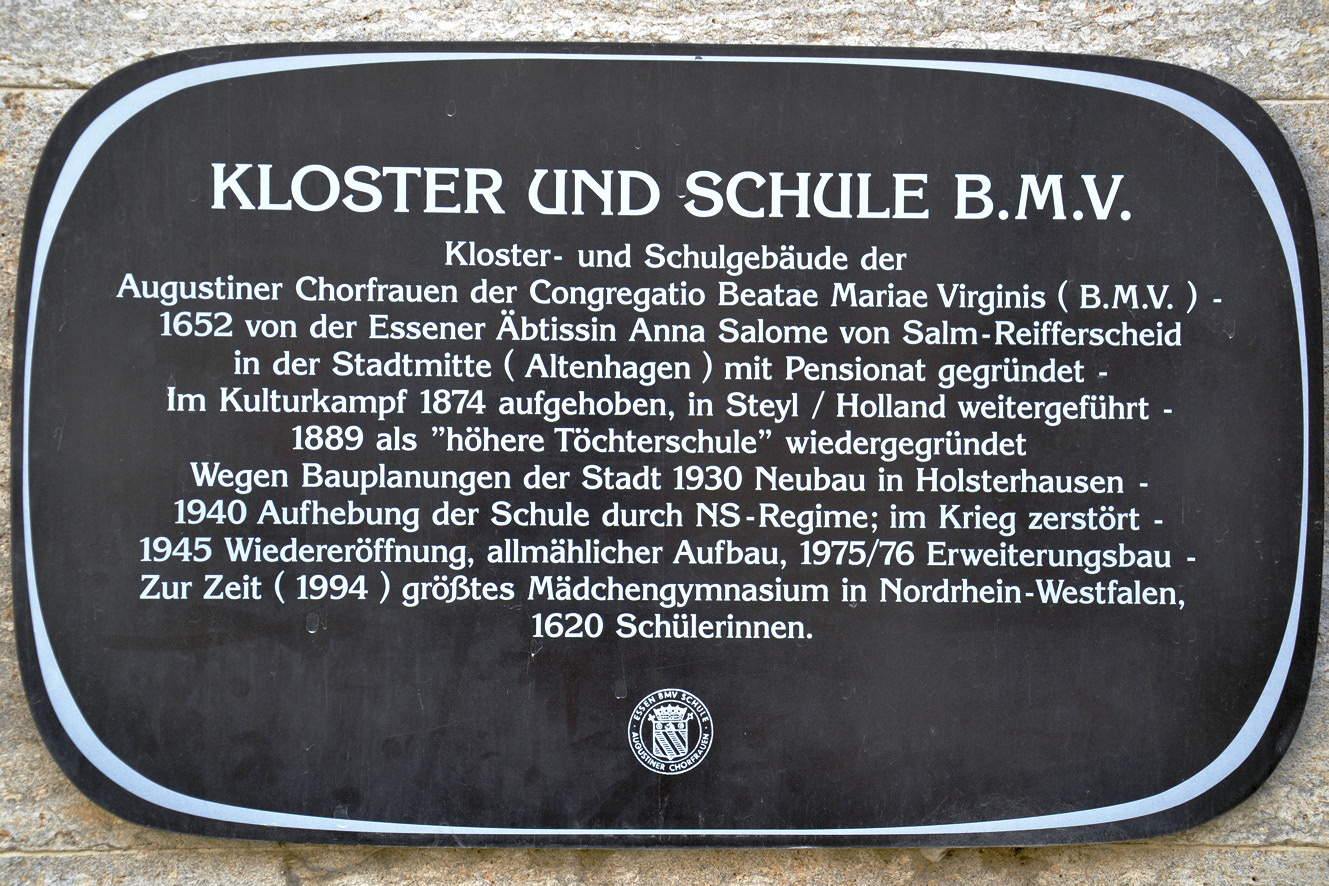
Gedenktafel am Gebäude

Die B.M.V.-Schule im Essener Stadtteil Holsterhausen ist ein staatlich anerkanntes katholisches Gymnasium in der Trägerschaft der Augustiner-Chorfrauen B.M.V. zu Essen. Das Kürzel B.M.V. steht für Beatae Mariae Virginis, „der seligen Jungfrau Maria“.
Der Orden der Augustiner-Chorfrauen wurde 1597 in Lothringen gegründet und hat als Apostolat die Mädchenerziehung. Von Lothringen aus gründeten sie in Frankreich und in vielen anderen Ländern Klöster, so auch in Deutschland. 1652 gingen drei Schwestern auf Anfrage der damaligen Fürstäbtissin Anna Salome von Salm-Reifferscheidt aus Münster nach Essen und gründeten dort in der Innenstadt das Kloster und die (Mädchen-)Schule B.M.V. 1931 zogen die Schwestern und die Schulgemeinschaft wegen Platzmangels aufgrund der stets wachsenden Schülerinnenzahl nach Essen-Holsterhausen, wo die Schule bis heute als Mädchengymnasium besteht.
Zum Schuljahr 2013/2014 führte die B.M.V.-Schule wegen der allgemein sinkenden Schülerzahlen die Koedukation ein und ist damit kein reines Mädchengymnasium mehr. Die Schule hatte zuvor etwa 1350 Schülerinnen, die nicht nur aus dem Einzugsgebiet Essen kommen, und ist sechszügig angelegt.

## Geschichte
Die Äbtissin des Stifts Essen Anna Salome von Salm-Reifferscheidt förderte nach Ende des Dreißigjährigen Kriegs besonders das Bildungswesen im Stiftsgebiet. Um auch Mädchen eine höhere Bildung zugänglich zu machen, rief sie die Augustiner-Chorfrauen, die besonders der Mädchenbildung verpflichtet sind, nach Essen, damit diese eine Mädchenschule mit angeschlossenem Pensionat für auswärtige Schülerinnen gründeten. 1652 eröffneten die Nonnen dann eine höhere Schule für Mädchen, die bis ins Jahr 1830 die einzige in Essen blieb.
Von der Säkularisation nach dem Reichsdeputationshauptschlusses von 1802 wurde das Kloster ausgenommen, da es die Schule unterhielt. Im Zuge des Kulturkampfs und aufgrund Bismarcks Klostergesetz erfolgte am 31. März 1876 die Schließung der Volksschule und der höheren Schule. Bis 1889 lebten die Nonnen im Exil in Steyl in Holland. Nach ihrer Rückkehr wurde am 1. Mai die höhere Schule wieder eröffnet, die Wiedereinrichtung einer Volksschule blieb weiterhin verboten.
1929 legten die ersten Schülerinnen die Abiturprüfung an der B.M.V.-Schule ab. Ein Umzug von Kloster und Schule nach Essen-Holsterhausen, dem heutigen Standort, erfolgte 1931. Im Zweiten Weltkrieg wurden Kloster- und Schulgebäude zerstört, bereits zuvor war 1940 der Unterricht durch das NS-Regime untersagt worden. Am 19. Oktober 1945 nahmen die Nonnen den Unterricht im Schichtbetrieb, da nur zwei Klassenräume zugänglich waren, wieder auf.

## Schülervertretung
Die Schülervertretung des BMV Gymnasiums (auch SV genannt) wird, anders als an anderen Essener Schulen, durch Teams gewählt. Hierbei stellen sich Teams aus mindestens 2 Personen auf und werden nach einem Vorstellungstermin auf dem Schulhof anschließend in einer geheimen Wahl durch die Schülerschaft gewählt. Das passive Wahlrecht besitzen hierbei Schüler ab der Mittelstufe (7–12). Der Schülersprecher wird durch das Team nominiert und nicht direkt gewählt. Nach der Wahl des Teams wird mindestens jährlich eine Schülerratssitzung abgehalten, um Delegierte für die Fachkonferenzen und Schulkonferenz zu wählen. Das momentane SV-Team ist „SMV BMV“.
Die Schülervertretung besitzt zudem, anders als an staatlichen Schulen, nur ein Drittel der Sitze in der Schulkonferenz. Der private Trägerschaft der Schule ermöglicht eine solche Sonderregelung.

## Partnerschulen
Mit der privaten Internatsschule Moreton Hall in Oswestry, England, wird ein Schüleraustausch gepflegt. Auch St. Mary’s in Cambridge, Notre Dame des Oiseaux in Paris, und Petra Fouriera in der Slowakei, deren Träger auch die Augustiner-Chorfrauen sind, sind Partnerschulen. Auch mit der Schule Santa Ursula Maipu der Ursulinen in Santiago de Chile wird ein regelmäßiger Austausch gepflegt.

## Ehemalige
- Sylvia Löhrmann (* 1957), Politikerin
- Juliane Werding (* 1956), Pop- und Schlagersängerin
- Stephanie Catani (* 1975), Literaturwissenschaftlerin
- Lena Krüper (* 1982), ehemalige Kinderdarstellerin
- Beate Schlanstein (* 1961), Fernsehredakteurin des Westdeutschen Rundfunks